# Garrulax perspicillatus
Garrulax perspicillatus е вид птица от семейство Leiothrichidae.

## Разпространение
Видът е разпространен във Виетнам, Китай, Лаос, Макао и Хонконг.